# Notación musical catalana
La notación musical catalana es una de las tipologías de Notación neumática del canto gregoriano que fue vigente en el Occidente europeo desde finales del siglo IX hasta el siglo XII. Se trata, pues, de una escritura musical de carácter mnemotécnico, para ayudar la memoria de los cantores a recordar el curso melódico de los cantos litúrgicos de la época. Se trata de una tipología absolutamente diferenciada de las otras, que tiene un curso evolutivo completo y que desapareció a finales del siglo XII ante las enormes ventajas de adaptación a la diastematía de la notación aquitana, que será la que acabará haciendo el paso a la notación cuadrada del canto gregoriano.
Su aparición en el siglo IX es paralela a la de varias notaciones neumáticas europeas dentro de la corriente de unificación litúrgica propia de la época. Probablemente iniciada en el entorno litúrgico de la diócesis de Narbona, acompañó el proceso de reimplantación de la liturgia cristiana durante el proceso de conquista territorial por parte de los condes catalanes de la etapa alto-medieval. El primer manuscrito fechado que  se conserva es el acta de consagración de la iglesia de Sant Andreu de Tona (cerca de Vic) del año 889 (Biblioteca de Catalunya, pergamino 9.135 2-VIII-2), a pesar de hay otros manuscritos de la misma época o quizás ligeramente más antiguos.
El nombre de notación catalana le fue atribuido por primera vez en 1906 por Dom Maur Sablayrolles, monje de Encalcat residente en Cataluña, al detectar durante sus estudios en torno a los manuscritos gregorianos la presencia de una notación que desconocía en los códice que encontraba en Cataluña.
Pertenece a la familia de los neumas-acentos y tiene una morfología única que la hace singular en todos los aspectos (ángulo neumático, morfología concreta de cada neuma, enlaces gráficos entre cada signo neumático, neumas en composición, etc.).
A partir de unos inicios con la escritura de unos signos neumáticos de carácter muy arcaico con numerosos enlaces, evoluciona hacia la individualización de los neumas y un mejor reparto de los espacios gráficos. En el siglo XII, los escribas de esta notación la adaptan a las necesidades de la diastematía para conseguir un mejor resultado memorístico en los cantores; no obstante, las importantes relaciones de las instituciones eclesiásticas catalanas con las de la zona de Occitania en esta época y las ventajas técnicas y pedagógicas de la notación aquitana acaban provocando la desaparición de la catalana, que no consigue adaptarse plenamente a la aparición del pautado de una y dos rayas, habitual en ese período. 
La notación catalana acabará siendo olvidada y su utilización no llegará al siglo XIII.